# Фольбаум, Александр Александрович
Алекса́ндр Алекса́ндрович Фольба́ум (Фальбаум) (1864 — после 1926) — гражданский инженер-архитектор, коллежский асессор.

## Биография
Первоначальное образование получил в 3-й санкт-петербургской гимназии. В 1887 году окончил Институт гражданских инженеров в Петербурге со званием гражданского инженера. После выпуска заведовал постройкой казарм в Лисках. В 1888 году направлен в Енисейскую губернию. С 1888 по 1890 год — городской архитектор Красноярска. С 1890 по 1909 год — губернский архитектор.
Основные работы в Красноярске: учительская семинария, угловой корпус городской больницы (ул. Вейнбаума), жилые дома и усадьбы в Красноярске. Строил здание духовной семинарии и Архиерейский дом в Красноярске (ул. Горького).
В Енисейской губернии строил мосты и дамбы, строил и реконструировал церкви. В частности, по проекту Фольбаума в 1900—1901 годах была перестроена Усть-Есинская Евдокиевская церковь в Минусинском уезде (снесена в 1956 году).
В 1909 году назначен чиновником особых поручений по технической части при московском градоначальнике. Построил кинотеатр Ханжонкова (перестроен, Триумфальная пл., 2). В 1926 году работал в Мосгубплане.